# Alisa Rukpinij
Alisa Rukpinij (thai: อลิษา รักพินิจ), född 2 februari 1995, är en thailändsk fotbollsspelare.
Hon spelar som anfallare i det thailändska landslaget och för klubblaget Chonburi Sriprathum.